# Fiction climatique

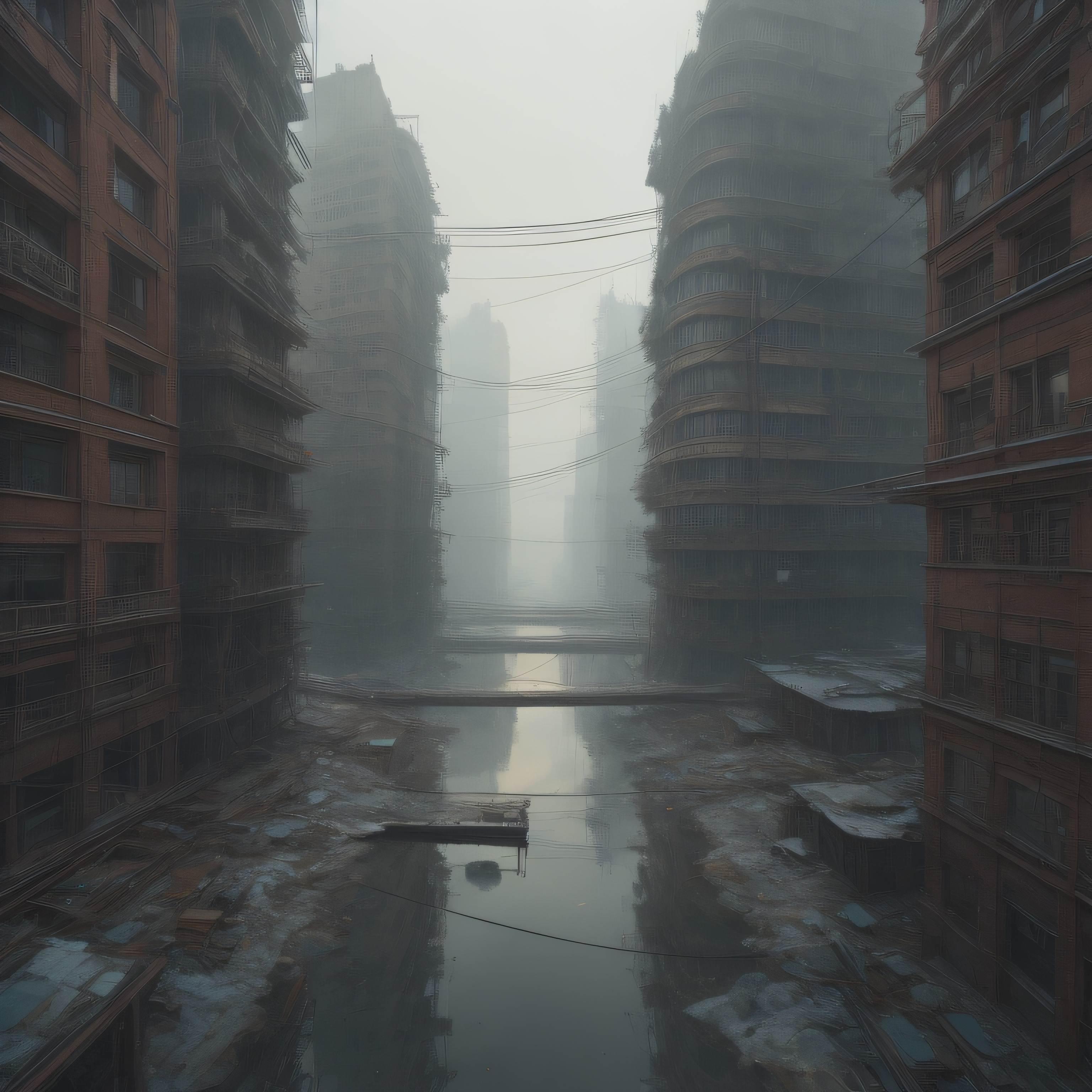
Ville post-catastrophe climatique (image générée par intelligence artificielle).

La fiction climatique (climate fiction ou cli-fi) est une littérature abordant le thème du changement climatique. Souvent inspirées par les études climatologiques, les œuvres de fiction climatique peuvent se dérouler dans le monde actuel, dans un futur plus ou moins éloigné, ou dans des mondes fictifs. Proche de la science-fiction, ce genre intègre souvent des thèmes dystopiques ou utopiques, ainsi que des spéculations sur la manière dont les humains pourraient répondre au changement climatique anthropique et à ses conséquences politiques ou sociétales.

## Définition
Il n'y a pas de définition consensuelle de la fiction climatique et de sa place dans la littérature en général et la science-fiction en particulier.
Pour certains analystes, la fiction climatique n'est pas un genre littéraire au sens académique du terme, car elle est dépourvue des conventions stylistiques qui caractérisent des genres comme la science-fiction et le western. Cependant, elle peut être considérée comme « un corpus culturel distinct qui s'intéresse au changement climatique anthropique, explorant le phénomène non seulement en termes de contexte, mais aussi sous l'angle des enjeux psychologiques et sociaux, combinant intrigues fictionnelles, faits météorologiques, spéculations sur l'avenir et réflexions sur la relation homme-nature, avec une ouverture sur les archives plus vastes d'œuvres connexes dont elle s'inspire parfois. »
Pour d'autres, la fiction climatique est une création non pas des auteurs, mais du discours social. Il s'agirait d'une catégorie populaire, spontanée, non savante, née dans l’écosystème médiatique et numérique, déterminée par le contexte global et culturel, pas nécessairement littéraire ou fictionnel.
Même le rapprochement habituel avec la science-fiction est contesté. « Une majorité des romans partage avec elle une temporalité futuriste et une vision critique de la science et de la technologie, mais ce n’est pas le cas de tous. Par ailleurs, la fiction climatique fait souvent montre d’un souci de vraisemblance dans les descriptions des catastrophes environnementales et sociales associées au changement climatique. » Cependant, la plupart de ses principaux auteurs, par exemple Kim Stanley Robinson aux États-Unis, Jean-Marc Ligny en France, Dirk C. Fleck (de) en Allemagne, s’auto-identifient comme des auteurs de science-fiction et sont identifiés comme tels par leurs lecteurs.

## Périmètre
Le périmètre de la fiction climatique fait également l'objet de discussions. Il pourrait être possible d'y inclure l'Épopée de Gilgamesh ou les récits mythiques du Déluge, d'y ajouter Ravage de René Barjavel — où il est question de la disparition de l'électricité sans que l'on en connaisse la raison — et La Route de Cormac McCarthy — mais la catastrophe est bien trop soudaine pour être le résultat d’un quelconque changement climatique. Ou encore d'y inclure des ouvrages comme Sans dessus dessous de Jules Verne— qui est surtout un exemple de géoingénierie.
Le label « fiction climatique » proprement dit s'applique surtout à des fictions plus récentes, où le dérèglement du climat est causé par l'humanité et ses activités. 

## Histoire
Le terme cli-fi semble avoir été utilisé pour la première fois en 2007 par le blogueur et écrivain Dan Bloom,. Il est repris en 2013 par la National Public Radio américaine dans une émission se demandant si « les changements climatiques ont créé un nouveau genre littéraire » .
Frederick Buell distingue quatre phases dans l'histoire de la fiction climatique. Les années 70 correspondent pour lui à la montée et à la constitution d’une première vague intégrant les problèmes environnementaux. La deuxième phase est liée à l’émergence du cyberpunk dans les années 80. Dans ces visions sombres mêlant hautes technologies et désagrégation sociale, l’apocalypse environnementale n’est pas représentée comme la fin de tout, mais comme le milieu dans lequel l'humanité doit vivre dès lors que les limites de la nature ont été dépassées. La troisième phase est celle où les préoccupations environnementales deviennent un thème central des récits, perdant une partie de leur tonalité contre-culturelle pour devenir plus communes. Enfin, la quatrième phase est celle d’un dépassement des frontières de la science-fiction, permettant de s’insérer dans des productions culturelles plus « mainstream ». La fiction climatique commence à fusionner avec la fiction réaliste.
Dans les années 1970 et 1980, lorsque les effets du réchauffement climatique semblaient lointains, les auteurs de fiction spéculative pouvaient sauter par-dessus les processus perturbateurs du changement pour raconter des histoires élégiaques dont le ton était celui de la nostalgie du futur. Une génération plus tard, avec l’accélération du changement climatique, cette option n’est plus guère disponible, ce qui donne lieu à des fictions qui vibrent d’un sentiment d’urgence et parfois d’effroi face à un avenir plus immédiat.
Les premiers romans majeurs, paraissent dans les années 70-80 : Heat d'Arthur Herzog (en), qui met en scène l'indifférence totale de la population et du gouvernement américain face aux preuves scientifiques de l'élévation future des températures, et The Sea and Summer (en) (L'Été et la mer) de George Turner (en), où sont décrites les conséquences sociales de l'élévation de la mer à Melbourne.
Sont à présent considérés comme classiques, Un ami de la terre, de T.C. Boyle — l'effet de serre, les pluies acides et les épidémies ont fait disparaître les principaux mammifères et ont ravagé la planète — ; Solaire de Ian McEwan — la crise climatique est perçue à travers le personnage d'un savant blasé — ;  la Trilogie climatique de Kim Stanley Robinson — opposition entre les enjeux de la science et les enjeux politiques —;  la trilogie MaddAddam de Margaret Atwood — un homme a survécu à une terrible pandémie artificiellement déclenchée, et aux dérèglements du climat parallèles à cet accroissement dément des activités bio-industrielles —; Dans la lumière de Barbara Kingsolver — la vie d’une fermière modeste bouleversée par l'arrivée d'une colonie de papillons monarques poussés sur son terrain par le réchauffement climatique — ; Water Knife de Paolo Bacigalupi — La lutte pour l'eau dans une Amérique ravagée par la sécheresse, thème également au cœur d'AquaTM de Jean-Marc Ligny.

## Thématiques
Andrew Milner (en) et J.R. Burgmann ont établi plusieurs distinctions. D'une part, celle entre la fiction climatique théogénétique (provoquée par Dieu), géogénique (provoquée par la géologie) et anthropique (provoquée par l'homme). D'autre part, entre  les œuvres qui anticipent tantôt la biosphère fertile, tantôt les paysages arides d'un monde gelé, d'un monde en feu ou d'un monde englouti. Enfin entre dystopies « classiques » et « critiques », représentant un éventail de positions idéologiques : déni, atténuation, adaptation négative, adaptation positive et hypothèse Gaïa.
Ainsi, la fiction climatique négationniste, c'est-à-dire celle qui exprime son scepticisme à l'égard de la science climatique, est illustrée par Prophezeiung de Sven Böttcher (de), par Solaire d'Ian McEwan et par État d'urgence de Michael Crichton. La fiction climatique d'atténuation, celle qui prône les solutions technologiques et la géo-ingénierie pour lutter contre le changement climatique, comprend Heat d'Arthur Herzog (en) et Maeva de Dirk C. Fleck (de). L'adaptation négative, c'est-à-dire la minimisation des conséquences délétères du changement climatique, peut être représentée par The Book of Dave de Will Self. L'adaptation positive, une fiction exploitant les opportunités offertes par le changement climatique, est explorée à travers Groenland de Bernard Besson et Water knife de Paolo Bacigalupi. La fiction climatique gaïenne, c'est-à-dire celle qui dépeint la planète comme fonctionnant selon un équilibre autorégulateur, théorisé notamment par James Lovelock, et illustrée par Jean-Marc Ligny dans AquaTM et Exodes.

## Structures littéraires

### Rôle de la fiction
Pour Adam Trexler (en), la forme du roman, qui  n'est pas conçue pour refléter le réalisme scientifique  entretient un rapport problématique avec la réalité du changement climatique : les échelles de temps sont condensées pour accroître le drame narratif, les scénarios doivent être intensifiés. Les scénarios  sont multiples : chaleur extrême, inondations catastrophiques et catastrophes polaires, mais ils ont chacun leurs propres limites. La chaleur chronique ne parvient souvent pas à générer une crise narrative convaincante. Les récits d'inondations sont aussi anciens que la littérature elle-même et « ni la terreur ni le récit ne sont modifiés par une note de bas de page sur l'augmentation de la température mondiale. » Les récits polaires tendent à présenter le réchauffement climatique comme une menace lointaine, sans lien avec les centres urbains et les zones plus peuplées du globe.   
Irène Langlet considère la fiction climatique comme « un stock de matrices narratives, une réserve de motifs imaginaires qui posent une loupe fictionnelle sur la réalité de notre condition humaine actuelle et des enjeux de son défi majeur. De façon toujours indirecte, comme toutes les fictions, elles sont aussi un discours symbolique sur la crise ; elles renseignent non seulement sur la perception de cette dernière, mais aussi sur la perception des politiques qui l’affrontent, des sciences qui l’étudient. »
Certains romanciers renouvellent une forme qui pouvait sembler tombée en désuétude, celle du roman à thèse, tandis que d’autres placent l’environnement et/ou l’écologie au cœur de leurs œuvres, sans pour autant en faire l’objet d’une démonstration.  Dans Migrations, l'autrice australienne Charlotte McConaghy oscille entre le magique, le spéculatif et le domestique dans un récit océanique qui suit les derniers oiseaux migrateurs du monde en haute mer, dans l'espoir qu'ils révèlent où se trouve le dernier poisson.  Jenny Offill (en), dans Atmosphère, relève un défi narratif et compose son roman à partir de paragraphes parfois aléatoires.

### Données scientifiques
De nombreux romanciers prennent soin d'étayer leurs scénarios par des prédictions climatiques rigoureuses, transposant ainsi les faits scientifiques dans un contexte fictif, comme Margaret Atwood, Kim Stanley Robinson ou Barbara Kingsolver, biologiste de formation. Son personnage de Dans la lumière, le lépidoptériste Ovid Brown, explique à une communauté agricole rurale du Tennessee comment le climat a modifié les migrations des papillons monarques. Kingsolver dépeint les circuits complexes de la connaissance climatique, retraçant la manière dont nos identités politiques et notre situation économique répriment ou attirent les idées scientifiques. « L’héroïne a tout pour ressembler à des personnes qui auraient entendu parler de la crise climatique, mais n’y prêtent pas attention et y accordent peu d’importance, ou du moins ont tellement d’autres problèmes qu’elles n’ont pas le temps de s’y intéresser. Et l’intelligence majeure de ce roman, c’est d’avoir inscrit les conséquences du réchauffement global dans le quotidien des gens. »
Les romans de fiction climatique, notamment ceux qui se déroulent dans le présent ou un futur très proche plutôt que dans un futur dystopique, tendent à montrer les dimensions politiques ou psychologiques du changement climatique. Les lecteurs peuvent s'identifier aux protagonistes. Dans une certaine mesure, la communauté mondiale est représentée par des personnages fictifs, hommes ou femmes ordinaires. Souvent, c'est à travers ces personnages que la science est humanisée et que son rôle dans la lutte contre le changement climatique est mieux compris. Les fictions climatiques qui se développent comme des fictions catastrophes sont moins pertinentes puisqu’elles continuent de présenter le réchauffement global comme un phénomène isolé et extrême, qui invite à prier pour que cela ne nous arrive pas et que cela arrive aux autres.

## Aspects politiques
Adam Trexler divise les romans politiques sur le changement climatique en trois catégories principales : les conflits entre deux États ; les affrontements entre des groupes écologistes radicaux et l'establishment capitaliste ; et les thrillers mettant en scène une équipe rebelle de bureaucrates ou de scientifiques experts qui finissent par sauver le monde. Une forme d'autoritarisme environnemental traverse certains de ces romans, célébrant des scientifiques et des politiciens plus soucieux de façonner le public que de l'intégrer aux processus démocratiques .
Pour lui, toute représentation du changement climatique est implicitement politique et ce type de fiction peut servir d'« investigation expérimentale sur les structures sociales face au changement climatique. » Ces romans peuvent modéliser des configurations politiques et des politiques climatiques alternatives, imaginant les futurs que certaines répartitions du pouvoir pourraient engendrer. Par exemple les politiques de l'eau dans AquaTM de Jean-Marc Ligny, ou  dans Water Knife de Paolo Bacigalupi  : Phoenix est en train de s’assécher, à cause des ambitions de ses promoteurs qui ont essayé de passer outre le désert, tandis que Las Vegas monopolise les rares réserves d’eau de la région. Dans Le Ministère du futur de Kim Stanley Robinson, cette agence fictive de l'ONU tente de promouvoir des structures sociales et juridiques qui contrôlent l’allocation des ressources physiques et financières.  

## Critiques
Christian Chelebourg rejette le terme  de « fiction climatique », auquel il préfère celui d'« écofiction », laquelle ne serait que le produit d'un « nouveau régime de médiatisation des thèses environnementalistes. »  Pour lui, « l’écologie moderne est une forme nouvelle de science-fiction qui tend à confondre prévision et prédiction, projection et anticipation, menace et annonce » et se complait dans l'alarmisme.

## Réception
La fiction climatique pourrait-elle influencer notre façon de penser et d'agir face au changement climatique ? Pour certains, le paradoxe est que plus celle-ci s'acharne, moins elle est efficace. Comme le fait remarquer Andrew Milner, « le problème évident avec beaucoup de ces textes est que leur essence dystopique tue tout espoir. » Ainsi, ces représentations apocalyptiques créent une familiarité avec la catastrophe et leur accumulation peut finir par ressembler à du découragement.
Une autre lecture est de considérer ces fictions comme « une libération du refoulé, notamment d’éléments tendanciellement traumatisants. Comme si, du fait d’une dépossession généralisée, il y avait aussi un empressement plus ou moins latent à voir finir le monde actuel. »
Ces fictions peuvent cependant être bénéfiques dans le sens où elles sont destinées à élever le niveau de connaissance, modifier les comportements, transformer les façons de penser, articuler l’angoisse du réchauffement à une adaptation de notre réflexion.  Depuis des décennies, les romans de Margaret Atwood tirent la sonnette d'alarme sur des événements qui ne sont peut-être pas encore visibles, bien qu'ils soient déjà en train de se produire. « Il n'y a pas d'avenir inévitable, tout comme il n'y a pas d'endroit inévitable de l'Histoire. Il n'y a pas de route vers la perdition inévitable, pas plus que vers Oz », dit-elle. « Mais les actions ont des conséquences, pas toutes prévisibles. Sombres sont les voies des sorciers. Et des romanciers aussi.»
Pour Anne-Rachel Hermetet, « C’est en inscrivant la complexité des questions environnementales et des réponses à apporter aux situations de crise dans l’énonciation et dans le point de vue adopté qu’il est possible d’inviter lecteurs et lectrices à fonder une critique loin de toute affirmation dogmatique ou d’une perspective strictement axiologique. Le questionnement éthique réside alors dans ces regards sans pathos, dans l’évocation de lieux splendides ou blessés, dans la volonté mise en œuvre de montrer et non de démontrer, d’en appeler à l’imaginaire et non à la doxa. Il revient aux lectrices et aux lecteurs de parcourir un chemin réflexif et sensible, par des voies qui ne sont pas toutes tracées, qui ne sont pas uniques mais ouvrent à une pluralité d’interprétations. »

## Corpus
Le corpus de fictions climatiques est « hétéroclite, mais ce qui se présente à première vue comme une dispersion ou un éclatement de catégories tous azimuts pourrait bien, au contraire, témoigner d’une convergence d’intérêts, d’imaginaires ; d’un bourgeonnement fécond, plutôt que d’un éparpillement . »

### Auteurs francophones
- Nadia Coste, Rhizome, Seuil, 2018 (ISBN 979-10-235-1050-8)  — En 2081, après une catastrophe écologique sans précédent, la planète survit grâce aux plantes et végétaux importés d'une des lunes de Jupiter, qui purifient l'air et l’eau, mais...
- Charlotte Dordor, Le Retour de Janvier, Pocket (no 19223), 2024 (1re éd. 2023) (ISBN 978-2-266-33891-2)  — Le monde fait face à de violentes tempêtes et à la montée des eaux. La catastrophe a-t-elle déjà eu lieu ou est-elle encore à venir ?[35].
- Pierre Ducrozet, Le Grand vertige, Actes Sud, coll. « Babel » (no 1951), 2024 (ISBN 978-2-330-19172-6)  — La tentative d'un pionnier de l'écologie de désactiver les ressorts politiques et économiques qui sous-tendent la sixième extinction de masse et le dérèglement climatique[36],[37].
- Nathalie Le Gendre, Mósa Wòsa, Mango, coll. « Jeunesse », 2004 (ISBN 978-2-7404-3100-9)  — Fuyant la sécheresse qui ravage le continent nord-américain, les blancs ont bâti dans le désert d'immenses TechnoCi-T climatisées. De leur côté, les tribus indiennes ont trouvé refuge dans de miraculeux Oasis où elles ont renoué avec leurs traditions ancestrales[38].
- Jean-Marc Ligny, AquaTM, Gallimard, coll. « Folio / Science-Fiction » (no 526), 2015 (ISBN 978-2-07-046206-3)  — La lutte d'un petit pays d'Afrique contre une multinationale pour la possession de la ressource la plus précieuse qui soit : l'eau potable, dans un contexte de réchauffement climatique global[39].
- Jean-Marc Ligny, Exodes, Gallimard, coll. « Folio Science-Fiction » (no 558), 2016 (ISBN 978-2-07-046205-6)  — Le climat s'est emballé et la Terre est devenue une planète hostile à la vie. L'humanité est condamnée à court terme et elle le sait[40].
- Jacques Lob  et Jean-Marc Rochette, Le Transperceneige, Casterman, 1984 (ISBN 2-203-33418-5)[41]. — Un film de  Bong Joon-ho, Snowpiercer : Le Transperceneige, sort en 2013.  — Après un cataclysme climatique, les survivants de l'espèce humaine sont enfermés dans un train gigantesque qui roule éternellement[42].
- Denis Marquet, Colère, Livre de poche (no 17272), 2003 (ISBN 2-253-17272-3)  — Exploitée, martyrisée, défigurée, la Terre se révolte.
- Lorris Murail, Soleil trouble, Pocket Jeunesse, 2020 (ISBN 978-2-266-31313-1)  — À cause du dérèglement climatique, Thiago vit dans un monde où la température dépasse souvent 40° C.
- Pierre-Yves Touzot, Terre lointaine, Nantes, Amalthée, 2008 (ISBN 978-2-35027-855-1)  — Exploration des relations entre l’homme et sa planète à travers un voyage dans le passé, le présent et l’avenir.

### Auteurs anglophones

#### Romans
- Margaret Atwood, Trilogie MaddAddam[41] :
  - Le Dernier homme  (Oryx and Crake) (trad. Michèle Albaret-Maatsch), 10/18, 2007 (1re éd. 2003) (ISBN 978-2-264-04315-3)  — Un monde dévasté à la suite d'une catastrophe écologique sans précédent, où se combinent des conditions climatiques aberrantes, des manipulations génétiques délirantes et un virus foudroyant prompt à détruire l'ensemble de l'humanité[43].
  - Le Temps du déluge (The Year of the Flood) (trad. Jean-Daniel Brèque), 10/18, 2014 (1re éd. 2009) (ISBN 978-2-264-06367-0)  — Une secte religieuse et écologique entraîne ses adeptes dans une mission sacrée : favoriser les conditions nécessaires à la survie d'une partie de l'espèce humaine, puis à sa restauration[44].
  - MaddAddam (MaddAddam) (trad. Patrick Dusoulier), 10/18, 2015 (1re éd. 2013) (ISBN 978-2-264-06598-8)  — Une peste créée par l'homme a ravagé la Terre. Les rares survivants forment une communauté avec une espèce inoffensive, fabriquée pour remplacer les humains, les Crakers[45].
- Paolo Bacigalupi (trad. Sarah Doke), La Fille automate (The Windup Girl), J'ai lu, coll. « Science-Fiction » (no 10364), 2013 (1re éd. 2009) (ISBN 978-2-290-03266-4)  — Le réchauffement climatique a fait monter le niveau des océans, les sources de carbone se sont épuisées et des ressorts manuels sont utilisés comme dispositifs de stockage d'énergie. La biotechnologie est dominante et des méga-entreprises contrôlent la production alimentaire grâce à des semences génétiquement modifiées. La Thaïlande du XXIIIe siècle fait exception[41].
- Paolo Bacigalupi (trad. Sara Doke), Water Knife (Water Knife), J'ai Lu, 2018 (1re éd. 2015) (ISBN 978-2-290-13837-3)  — Les États du Sud-Ouest américain s'opposent pour l’accès à l’eau de la rivière Colorado. La population de Phoenix est réduite à boire son urine recyclée, pendant que les plus fortunés survivent confortablement sous des dômes recréant artificiellement des écosystèmes paradisiaques[46],[47].
- J. G. Ballard (trad. Michel Pagel), Sécheresse (The Drought), Gallimard, coll. « Folio Science-Fiction » (no 399) (1re éd. 1964) (ISBN 978-2-07-044132-7)  — Sur une planète Terre où la pollution et la radioactivité ont entraîné la cessation des pluies depuis une dizaine d'années, les populations vivent avec difficulté, ou meurent lentement de soif[48],[41].
- T. C. Boyle (trad. Robert Pépin), Un ami de la terre (A Friend of the Earth), Livre de poche, 2004 (1re éd. 2000) (ISBN 2-253-15429-6)  — L'effet de serre, les pluies acides et les épidémies ont fait disparaître les principaux mammifères et ont ravagé la planète[49],[41].
- John Brunner (trad. Guy Abadia, préf. Gérard Klein), Le Troupeau aveugle (The Sheep Look up), Livre de poche, coll. « Science-Fiction » (no 7207), 1998 (1re éd. 1972) (ISBN 2-253-07207-9)  — La pollution chimique est telle que la Méditerranée est un cloaque pestilentiel; certains jours, à New York, il pleut de l'acide et l'eau du robinet n'est pas potable, les microbes résistent aux antibiotiques, la nourriture est rare et altérée par des pesticides et l'espérance de vie décroît régulièrement. Or l'ultime démarche que tente le philosophe écologiste contestataire Austin Train est vouée à l'échec[50].
- Michael Crichton (trad. Patrick Berthon), État d'urgence (State of Fear), Pocket (no 13097), 2007 (1re éd. 2004) (ISBN 978-2-266-16574-7)  — Un des rares ouvrages climatosceptiques. Des éco-terroristes menacent la planète pour faire triompher leur cause (le combat contre les changements climatiques) en espérant qu'elle leur rapportera gros[51],[41].
- Barbara Kingsolver (trad. Martine Aubert), Dans la lumière (Flight Behavior), Payot & Rivages, coll. « Rivages Poche » (no 824), 2014 (1re éd. 2012) (ISBN 978-2-7436-2890-1)  — Le réchauffement climatique a arrêté la migration des papillons monarques, loin de leur lieu d'hibernation habituel, au Mexique[52],[41].
- Doris Lessing (trad. Isabelle D. Philippe), Mara et Dann (Mara and Dann), Flammarion, 2001 (1re éd. 2001) (ISBN 2-08-067963-5)  — L'odyssée de deux enfants, dans un monde dévasté après une terrible sécheresse, qui contraint les survivants à aller toujours plus au nord afin de trouver les dernières réserves d'eau potables[53].
- Saci Lloyd (trad. Sylvie Denis), Carbon diaries 2015, Pocket Jeunesse, 2012 (1re éd. 2009) (ISBN 978-2-266-19614-7)  — Journal d'une jeune fille de seize ans à une période où le Royaume-Uni décide d'imposer des quotas sur la production de CO2 afin de répondre aux désastres liés au réchauffement du climat.
- Charlotte McConaghy (trad. Anne-Sophie Bigot), Migrations (Migrations), Livre de poche (no 37441), 2024 (ISBN 978-2-253-93617-6)  — Chasse aux deux dernières sternes arctiques baguées lors de la sixième extinction des espèces[54].
- Ian McEwan (trad. France Camus-Pichon), Solaire (Solar), Gallimard, coll. « Folio » (no 5480), 2012 (1re éd. 2010) (ISBN 978-2-07-044831-9)  — Un physicien blasé cherche une solution basée sur l'énergie solaire pour lutter contre le changement climatique[55],[41].
- Stephen Markley (trad. Charles Recoursé), Le Déluge (The Deluge), Albin Michel, 2024 (1re éd. 2023) (ISBN 978-2-226-47556-5)  — Les États-Unis et le monde de 2013 à 2039, alors que les effets du changement climatique s'accroissent partout, nourrissant et se conjuguant à des crises sociales, démocratiques et économiques de grande ampleur[56],[57].
- Jenny Offill (trad. Laetitia Devaux), Atmosphère (Weather), Dalva, 2021 (1re éd. 2020) (ISBN 978-2-492596-25-4)  — Pour arrondir ses fins de mois, l'héroïne est en charge de répondre au courrier électronique reçu par son ancienne directrice de thèse, qui tient un podcast sur le dérèglement climatique[58].
- Nathaniel Rich (trad. Camille de Chevigny), Paris sur l'avenir (Odds against tomorrow), Livre de poche (no 34505), 2017 (1re éd. 2013) (ISBN 978-2-253-06889-1)  — Un jeune mathématicien brillant, chargé d'imaginer les pires scénarios possibles, prévoit la possibilité qu’une tempête engloutisse New York… Ce qui se produit. Que va-t-il faire de son nouveau rôle de prophète ?[41],[59].
- Robert Silverberg (trad. Patrick Berthon), Ciel brûlant de minuit (Hot Sky at Midnight), Livre de poche, coll. « Science-Fiction » (no 7214), 1999 (1re éd. 1994) (ISBN 2-253-07214-1)  — Au XXIVe siècle, la terre est ravagée par l'effet de serre, la disparition de la couche d'ozone et la pollution atmosphérique[60].
- Norman Spinrad (trad. Roland C. Wagner), Bleue comme une orange (Greenhouse Summer), J'ai Lu, coll. « Science-Fiction », 2004 (1re éd. 1999) (ISBN 2-290-32577-5)  — L'ONU soupçonne la Grande Machine Bleue, l'énorme cartel qui propose des techniques de pointe pour refroidir la planète, de provoquer délibérément des troubles climatiques afin de placer sa marchandise[61],[62].
- Kim Stanley Robinson, Trilogie climatique[41] :
  - Les 40 signes de la pluie (Forty signs of rain) (trad. Dominique Haas), Pocket (no 5983), 2011 (1re éd. 2004) (ISBN 978-2-266-18355-0)  — Comment convaincre de lutter contre le réchauffement climatique une administration qui reste réticente, même quand Washington est engloutie sous les flots ?[63],[64].
  - Cinquante degrés au-dessous de zéro (Fifty degrees below) (trad. Dominique Haas), Pocket (no 7056), 2011 (1re éd. 2005) (ISBN 978-2-266-21079-9)  — La montée des eaux océaniques raye de la carte les nations insulaires et les États-Unis sont frappés par une vague de froid qui fait craindre le début d'une nouvelle ère glaciaire. Comment agir, quand les enjeux de la science ne sont pas ceux des politiques ?[65].
  - Soixante jours et après (Sixty days and counting) (trad. Dominique Haas), Pocket (no 7057), 2011 (1re éd. 2007) (ISBN 978-2-266-21080-5)  — Le nouveau président des États-Unis donne 60 jours aux savants du monde entier pour sauver la Terre et les hommes d'une catastrophe climatique imminente[66].
- Kim Stanley Robinson (trad. Claude Mamier), Le Ministère du futur (The ministry for the Future), Bragelonne, 2023 (1re éd. 2020) (ISBN 979-10-281-1872-3)  — Une nouvelle agence de l'ONU est chargée de défendre les générations futures face au réchauffement climatique et aux inégalités entretenues par le capitalisme[67],[68].
- Neal Stephenson (trad. Benoît Domis), Choc terminal (Termination Shock), Albin Michel, 2023 (1re éd. 2021) (ISBN 978-2-226-47416-2) (tome I) et 978-2-226-47417-9 (tome II)  — Un milliardaire texan veut mettre fin aux hausses de températures qui accablent le sud des États-Unis grâce à l’ingénierie climatique. Mais son remède est peut-être pire que le mal[69],[70],[71].
- Bruce Sterling (trad. Jean Bonnefoy), Gros Temps (Heavy weather), Gallimard, coll. « Folio / Science-Fiction » (no 58), 2001 (ISBN 2-07-041834-0)  — En 2031, l’humanité a déséquilibré l’écosystème mondial avec sa production continue de gaz à effet de serre et son expansion incontrôlée[72].
- George Turner (trad. Olivier Bérenval), L'Été et la mer (The Sea and Summer), Mu, 2024 (1re éd. 1987) (ISBN 978-2-38267-111-5)  — Melbourne est gravement touchée par le changement climatique, la mer l'engloutissant peu à peu. Le chômage atteint 90 %, les riches sont rares et les pauvres et les chômeurs s'entassent dans d'immenses tours d'habitation[41].
- Claire Vaye Watkins (trad. Sarah Gurcel), Les Sables de l'Amargosa (Gold Fame Citrus), Albin Michel, 2017 (1re éd. 2015) (ISBN 978-2-226-32858-8)  — Une terrible sécheresse a fait de la Californie un paysage d’apocalypse. Les habitants ont déserté les lieux, à l'exception de quelques-uns. Menacés par l’avancée d’une immense dune de sable mouvante qui broie tout sur son passage, ils prennent la direction de l’Est où un sourcier visionnaire aurait fondé avec ses disciples une intrigante colonie[73].
- Alexis Wright (trad. Joachim Zemmour), Le Livre du cygne (The Swan Book), Actes Sud, 2016 (ISBN 978-2-330-06068-8)  — Dans un futur apocalyptique où la nature a repris ses droits, une jeune Aborigène est retrouvée au creux d’un eucalyptus, mutique et amnésique, dix ans après avoir disparu[74],[41].

#### Nouvelles en ligne
- Les textes du concours littéraire Africa@2050 organisé en 2021 par l'Université de St Andrews et l'Université du Ghana. 15 nouvelles à lire en ligne
- Meteotopia, Futures of Climate (In)Justice, Rome, Future Fiction, 2022. 8 nouvelles à lire en ligne

### Autres langues
- Margret Boysen (trad. de l'allemand par Mirabelle Ordinaire), Alice au pays du climat (Alice, der Klimawandel und die Katze Zeta), Le Pommier, 2018 (1re éd. 2016) (ISBN 978-2-7465-1663-2)  — Le voyage d'une jeune fille à travers les modèles de l'Institut de recherche sur l'impact climatique de Potsdam. Elle se retrouve dans une assemblée composée de représentants de tous les êtres vivants, y compris des climatosceptiques, qui se transforme en un tribunal climatique présidé par une araignée.
- Annie Francé-Harrar (trad. de l'allemand par Erwann Perchoc), Les Âmes de feu (Feuerseelen), Belfond, 2024 (1re éd. 1920) (ISBN 978-2-7144-9840-3)  — La nourriture artificielle a aboli la dépendance aux récoltes. Le pain, les fruits ou les épices sont désormais produits à partir de l’air. Mais ce progrès mène à la catastrophe[75].
- Maja Lunde (trad. du norvégien par Loup-Maëlle Besançon), Une histoire des abeilles (Bienes historie), Pocket (no 17221), 2018 (1re éd. 2015) (ISBN 978-2-266-28435-6)  — Les insectes ont disparu. Comme tous ses compatriotes, Tao passe ses journées à polliniser la nature à la main

### Ouvrages
- Riccardo Barontini, Sara Buekeins et Pierre Schoentjes, L'Horizon écologique des fictions contemporaines, Droz, 2022 (ISBN 978-9-070-18934-1) [Compte-rendu en ligne]

- Christian Chelebourg, Les Écofictions : mythologies de la fin du monde, Les Impressions nouvelles, 2012 (ISBN 978-2-87449-140-5) [Compte-rendu en ligne]
- (en) Axel Goodbody (dir.) et Adeline Johns-Putra (dir.), Cli-Fi : A Companion, Peter Lang, 2018 (ISBN 978-1788740722) [(en) Compte-rendu en ligne]
- (en) Adeline Johns-Putra, Climate Change and the Contemporary Novel, Cambridge University Press, 2019 (ISBN 9781108610162) [(en) Compte-rendu en ligne]
- (en) Andrew Milner et J.R. Burgmann, Science Fiction and Climate Change: A Sociological Approach, Liverpool University Press, 2020 (ISBN 978-1789621723, présentation en ligne) [(en) Compte-rendu en ligne]
- (en) Adam Trexler, Anthropocene Fictions: The Novel in a Time of Climate Change, Charlottesville, University of Virginia Press, 2015 (ISBN 9780813936918). [(en) Compte-rendu en ligne]

### Revues
- ReS Futurae, Fictions climatiques, vol. 21, 2023 (lire en ligne)

- (en) Science Fiction Studies, SF and the Climate Crisis, vol. 45 (no 3), 2018 (lire en ligne)

### Articles
- Carl Abbott, « La fiction climatique américaine : de l’élégie à l’urgence », ReS Futurae, no 21,‎ 2023 (lire en ligne)

- Lieven Ameel, « Formes futures du monde contemporain ; formes contemporaines du monde futur », ReS Futurae, no 21,‎ 2023 (lire en ligne)
- (en) Claire Armitstead, « Stories to save the world: the new wave of climate fiction », The Guardian,‎ 26 juin 2021 (lire en ligne)
- Steve Asselin, « Un climat de compétition : le changement climatique comme économie politique dans la fiction spéculative, 1889-1915 », ReS Futurae, no 21,‎ 2023 (lire en ligne)

- Louise Couvelaire, « Le cataclysme fait couler de l'encre », Le Monde,‎ 23 novembre 2014 (lire en ligne)
- (en) Carl Death, « Has African climate fiction already shown us the future ? », African Arguments,‎ 12 octobre 2023 (lire en ligne)
- Sébastien Févry, « La cli-fi, un grand dérangement narratif ? », ReS Futurae, no 21,‎ 2023 (lire en ligne)
- Marceau Foret et Irène Langlet, « Dans la science-fiction, les enjeux climatiques sont présents depuis longtemps », Medium,‎ 27 mai 2021 (lire en ligne)
- (en) Amitav Ghosh, « Where is the fiction about climate change? », The Guardian,‎ 28 octobre 2016 (lire en ligne)
- Anne-Rachel Hermetet, « On ne fait pas de bonne (éco)littérature avec de bons sentiments », Revue de littérature comparée, vol. 2023/2, no 386,‎ 2023 (lire en ligne)
- (en) Adeline Johns-Putra, « ‘Cli-fi’ novels humanise the science of climate change – and leading authors are getting in on the act », The Conversation,‎ 26 novembre 2015 (lire en ligne)
- Irène Langlet, « Cli-fi & Sci-fi. Littératures de genre et crise climatique », La Vie des idées,‎ 7 juillet 2020 (lire en ligne)
- Irène Langlet, « La cli-fi, fiction de genre ou folksonomie ? », ReS Futurae, no 21,‎ 2023 (lire en ligne)
- Andrew Milner, « Définir la fiction climatique, ou cli-fi », ReS Futurae, no 21,‎ 2023 (lire en ligne)
- Nadège Perelle, « Les corpus de la cli-fi urbaine », PARVIS Paroles de villes,‎ 3 février 2022 (lire en ligne)
- Claire Perrin, « Apocalyptisme ou collapsologie ? L’effondrement dans la cli-fi », Caliban, no 63,‎ 2020 (lire en ligne)
- Yannick Rumpala, « Que faire face à l’apocalypse ?‪ Sur les représentations et les ressources de la science-fiction devant la fin d’un monde », Questions de communication, vol. 2016/2, no 30,‎ 2016 (lire en ligne)
- Yannick Rumpala, « Science-fiction, spéculations écologiques et éthique du futur », Revue française d'éthique appliquée, vol. 2016/2, no 2,‎ 2016 (lire en ligne)

### Audio
- (en) Angela Evancie, « So Hot Right Now: Has Climate Change Created A New Literary Genre ? », National Public Radio,‎ 20 avril 2013 (lire en ligne).
- Les fictions climatiques vont-elles sauver la planète ?, France Culture, 18 janvier 2019, 34'. Écouter en ligne.
- Cli-fi : quand le climat s’invite dans la science-fiction, France Inter, 7 novembre 2024, 42'. Écouter en ligne.

### Vidéo
- Voici venu le temps de la fiction climatique, Forum France Culture, 2018. Voir en ligne.

- Climat déréglé & fictions engagées, séminaire interdisciplinaire “Science, fiction, médiation”, Université Grenoble Alpes, mars 2022.
  - Séance #1 : Géographie humaine et romans de SF : quand les humains sont confrontés au climat. Présentation en ligne. Voir en ligne.
  - Séance #2 : La glace, objet de médiation et de fiction. Présentation en ligne. Voir en ligne.
  - Séance #3 : Les fictions climatiques : Enjeux et nouveaux récits. Présentation en ligne. Voir en ligne.
- Science-fiction et transition écologique : Quand les imaginaires repensent l'avenir, Sciences-Po Paris, 24 octobre 2024. Voir en ligne.

### Web
- (en) Cli-fi Report Global. Annuaire de liens académiques et journalistiques